# IC 4744
IC 4744 ist eine Spiralgalaxie mit ausgedehnten Sternentstehungsgebieten vom Hubble-Typ S/P im Sternbild Pfau am Südsternhimmel. Sie ist schätzungsweise 510 Millionen Lichtjahre von der Milchstraße entfernt und hat einen Durchmesser von etwa 90.000 Lj.

Im selben Himmelsareal befinden sich u. a. die Galaxien IC 4735, IC 4742, IC 4749, IC 4750.
Das Objekt wurde am 20. Juli 1901 von DeLisle Stewart entdeckt.